# Ташкентский государственный институт востоковедения
Ташке́нтский госуда́рственный университе́т восто́кове́дения (узб. Toshkent davlat sharqshunoslik universiteti / Тошкент давлат шарқшунослик университети) — государственное высшее учебное заведение в столице Узбекистана — Ташкенте. Единственное востоковедное высшее учебное заведение в Центральной Азии. Второе и старейшее востоковедческое высшее учебное заведение Азии, основанное в ноябре 1918 года. Одно из крупнейших востоковедных высших учебных заведений Азии и стран постсоветского пространства.

## История
Туркестанский институт востоковедения был основан в ноябре 1918 года. В 1990 году был переименован в Институт востоковедения при Ташкентском государственном университете. 15 июля 1991 был реорганизован в Ташкентский государственный институт востоковедения. Первое (и единственное)  высшее учебное заведение в Центральной Азии, начавшее подготовку квалифицированных специалистов для ряда отраслей востоковедения  Туркестана и соседних стран. Предметами обучения были этнография, география, краеведение, история и экономика Туркестана и соседних восточных стран, исламская история и право, восточные языки и литература. В 1918 году были приняты двести тридцать четыре студента. Их обучали арабскому, персидскому, китайскому, пушту, урду, турецкому языку; местным языкам (узбекскому, таджикскому, киргизскому, туркменскому, татарскому) и европейским языкам (английскому, немецкому и французскому). Институт готовил учителей языка и истории для местных школ. К 1922 году в нем насчитывалось 5300 книг и более 200 рукописей. Первым деканом восточного факультета был А. Ю. Шмидт.
В соответствии с постановлением Кабинета Министров Узбекской ССР № 17 22 января 1991 года институт был присоединен к Ташкентскому государственному университету имени В. И. Ленина на базе его восточного факультета. 15 июля 1991 постановлением Кабинета Министров Узбекской ССР был преобразован в самостоятельный Ташкентский государственный институт востоковедения.
В апреле 2020 года в соответствии с Указом Президента Республики Узбекистан №ПП-4680 Ташкентский государственный институт востоковедения был преобразован в университет.
На сегодняшний день университет готовит специалистов по восточным языкам и литературе, экономике, истории, философии, культуры стран Востока и международным отношениям. Ведётся преподавание следующих восточных языков: азербайджанский, арабский, вьетнамский, дари, китайский, корейский, персидский, пушту, таджикский, тайский, турецкий, урду, хинди, японский, а также 4 европейских языков: английский, испанский, немецкий и французский. Обучение ведётся на узбекском и русском языках. После выпуска ТГУВ, студенты владеют одним или двумя восточными языками и одним из европейских языков в зависимости от специальности. В университете работают и преподают специалисты - носители языка из стран Востока, на кафедре международных отношений преподают профессора, имеющие ранги послов из разных стран, в том числе Востока и профессора, обучавшиеся в вузах других стран. Среди выпускников факультета востоковедения - академики А. Рустамов и У. Каримов, лауреаты государственных премий И. Абдуллаев, С. Ганиева, А. Хайитметов и П. Кодиров, лауреаты международных премий К. Махмудов, Ш. Шомухамедов и Е. Рустамов, а также послы С. Миркосимов, Ф. Тешабоев, А. Шайхов, С. Иногомов и А. Усмонов.

### Ректоры

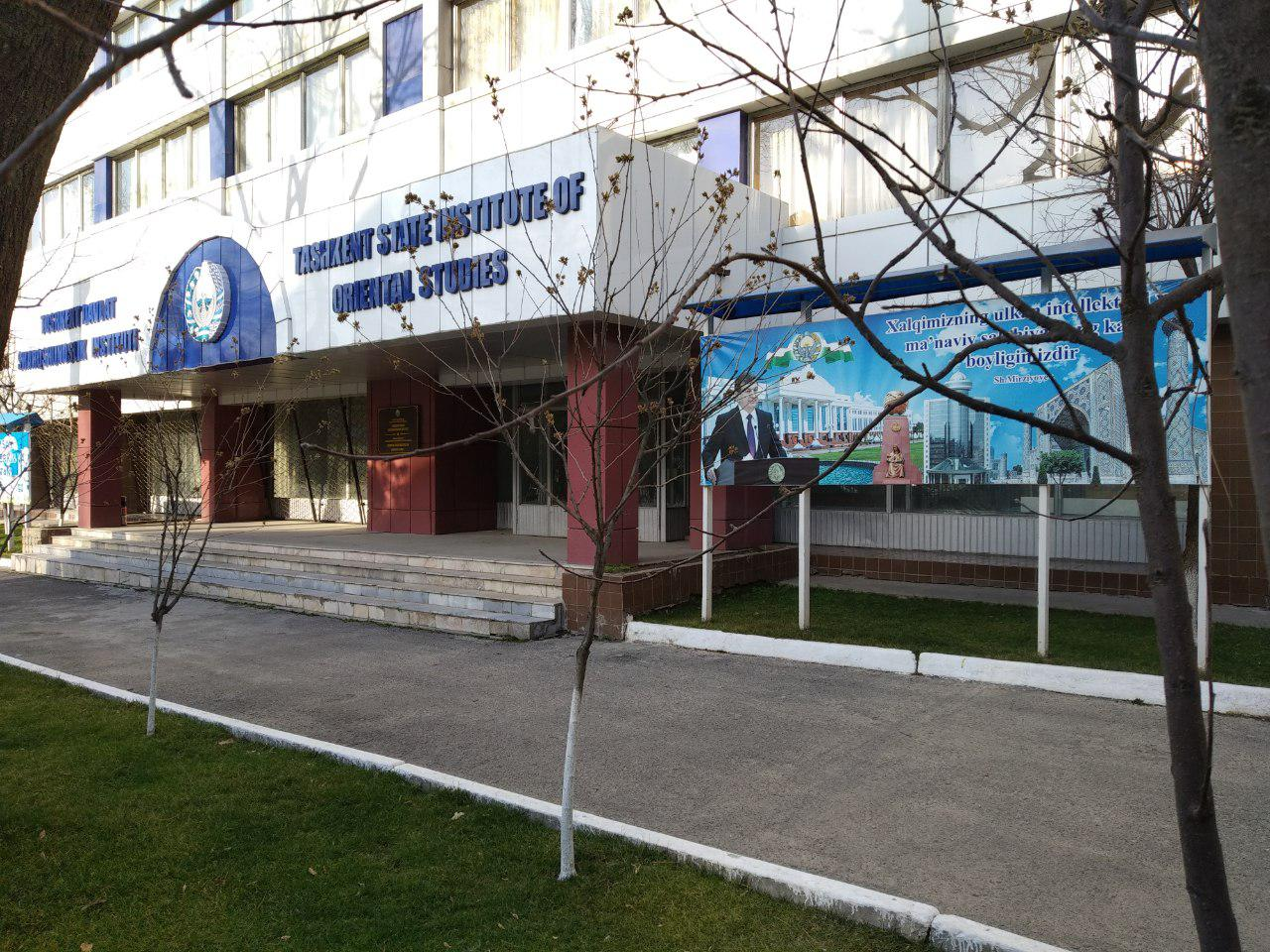
Главное здание ТашГУВ, Ташкент, Шахрисабз 25

Академик Неъматулла Ибрагимович Ибрагимов (1991-2003)
- Маннанов Абдурахим Муталович
- Рихсиева Гульчехра Шавкатовна (с 27 июня 2019 года[10][11])

## Факультеты
В состав Ташкентского государственного университета востоковедения входят 7 факультетов:
- Факультет восточной филологии и переводоведения
- Факультет китаеведения (с 2014 года)
- Факультет корееведения (с 2018 года)
- Факультет восточной цивилизации и истории
- Факультет экономики, политики и туризма восточных стран
- Факультет японоведения (с 2019 года)
- Факультет тюркологии

### Кафедры факультетов

#### Кафедры факультета восточной филологии и переводоведения
- Кафедра арабской филологии
- Кафедра ирано-афганской филологии
- Кафедра классической филологии и литературного источниковедения
- Кафедра  переводоведения и международной журналистики
- Кафедра  литературы стран Востока и сравнительного литературоведения
- Кафедра языков Южной и Юго-восточной Азии

#### Кафедры факультета восточной цивилизации и истории
- Кафедра истории стран Востока и  антропологии
- Кафедра истории стран Центральной Азии и этнологии
- Кафедра Восточной философии и культуры
- Кафедра педагогики и психологии
- Кафедра источниковедение и суфийской герменевтики

#### Кафедры факультета китаеведения
- Кафедра китайской филологии
- Кафедра истории, культуры, политики и экономики Китая

#### Кафедры факультета корееведения
- Кафедра корейской филологии
- Кафедра истории, культуры, политики и экономики Кореи

#### Кафедры Факультета экономики, политики и туризма восточных стран
- Кафедра политики стран Востока и международных отношений
- Кафедра математики и информационных технологий
- Кафедра экономики стран Востока
- Кафедра внешней экономической деятельности и туризма

#### Кафедры факультета тюркологии
- Кафедра тюркской филологии
- Кафедра западных языков
- Кафедра узбекского языка и литературы
- Кафедра истории, культуры, политики и экономики тюркских народов

#### Кафедры факультета японоведения
- Кафедра японской филологии
- Кафедра истории, культуры, политики и экономики  Японии

## Книги-альбомы
В марте 2019 года руководители Всемирного общества по изучению, сохранению и популяризации культурного наследия Узбекистана при участии председателя попечительского совета  Бахтиера Фазылова, председателя научного совета Эдварда Ртвеладзе, а также председателя правления Всемирного общества и руководителя проекта "Культурное наследие Узбекистана" Фирдавса Абдухаликова  на переговорах с руководителем  Отдела исследований и публикаций исторических документов ИВ АН Республики Узбекистан Санжаром Гуломовым пришли к выводу о необходимости подготовки сразу пяти альбомов, посвященных фондам Института востоковедения имени Абу Райхана Беруни, из серии "Культурное наследие Узбекистана в собраниях мира". Идею поддержал директор Института профессор Бахром Абдухалимов. Помимо Фирдавса Абдухаликова, авторами статей для книг-альбом стали сотрудники музея и другие представители научных кругов Узбекистана. Также рабочей группой Всемирного общества был подготовлен документальный фильм, посвященный фондам Института. Презентация фильма и пяти книг-альбомов состоялась в рамках IV Международного конгресса «Культурное достояние Узбекистана-фундамент нового Ренессанса», который прошел в Ташкенте в декабре 2020 года.
Часть первая. Исторические произведения и документы
В первой части представлены исторические произведения и документы различных времен, в том числе рукописи, содержащие уникальную информация той эпохи, в которой они были созданы. Самым ранним документом, представленным в книге-альбоме, стал украшенный миниатюрами Камалиддина Бехзада персидский перевод Тарих-и Табари («История Табари»), написанный в IX-X вв. Ибн Джариром ат-Табари на арабском языке, освещающий события, происходящие на территории Кавказа, Закавказья и Центральной Азии. Среди более поздних экспонатов – частноправовые акты, административные документы, такие как указы, повеления, исходившие от верховной власти и составленные от имени хана или эмира по случаю предоставления кому-либо привилегий – налоговых льгот, иммунитетов, административной самостоятельности; пожалования земли и воды, а также назначения на должности в Бухарском, Хивинском и Кокандском ханствах. Кроме того, в книге представлены частноправовые акты, оформленные в «Доме правосудия» и скрепленные печатями казиев, а также письма, в том числе написанные Алишеру Навои.
Часть вторая. Точные и естественные науки
В книгу-альбом включены рукописные труды, связанные с точными и естественными науками, написанные на персидском, таджикском, арабском и тюркских языках. Среди них – всемирно известный труд «Зидж-и джадид-и Гурагани» (Новые Гурагановы астрономические таблицы) Мирзо Улугбека, трактаты по арифметике, уникальные иллюстрированные труды по географии и медицине, которые интересны не только с научной точки зрения, но и в целом расширяют представления об искусстве миниатюры. Среди них три сочинения великого ученого-энциклопедиста Абу Али ибн Сины. Помимо прочего, в альбом включены работы о ветеринарии, охоте, алхимии, минералогии.
Часть третья. Художественная литература
Здесь представлены уникальные рукописные образцы художественной литературы из Фонда литографических произведений ташкентского Института востоковедения имени Абу Райхана Беруни на персидском, таджикском, арабском и тюркских языках – поэзия и проза, фольклор. В их числе книги, выпущенные в Индии, Иране, Турции и других странах. Среди книг, изданных в Ташкенте, Кагане и других городах Центральной Азии литографическим способом, встречаются и экземпляры, которые не представлены в фонде в рукописном варианте либо вовсе не сохранились в виде рукописи. Например, «Дар паломникам» Саййид Мухаммад Насира ал-Бухари. Самое раннее поэтическое произведение в коллекции – Поэма «Банат Суад» Каба ибн Зухайра (VII в.). Также среди наиболее ранних произведений поэзии XI в., представленное в альбоме, можно назвать небольшое арабское стихотворное сочинение Абу Али ибн Сины  «Касыда о душе». Помимо прочего, в книге представлены «Шахнама» Фирдоуси, «Диваны» Навои и «Рубаи» Омара Хайяма. Проза в альбоме представлена произведениями IX – XIV вв. В том числе «Книга о завистнике и о возбуждающем зависть» Амра ибн Бахр ал-Джахиза, собрание пословиц и поговорок на арабском языке «Весна благочестивых» авторства Махмуда ибн Умар аз-Замахшари и «Гулистан» Ширази.
Часть четвертая. Ислам и философия
В альбоме представлены уникальные списки Корана, а также труды, тематически связанные с исламом, философией и суфизмом. В силу своей тематической направленности манускрипты не содержат красочных миниатюр, однако представлены экземпляры безупречной каллиграфии, выполненной разнообразными почерками, золочеными орнаментальными заставками и оригинальным оформлением В альбом в том числе включены работы о толковании Корана и комментарии к ним, в том числе Абу Али Ибн Сины, Исхака ал-Кунави. Наиболее древняя рукопись толкования Корана относится к домонгольскому периоду (1204 г) – «комментарий Корана ал-Вахиди» Абу-л-Хасана ал-Вахиди. В  альбоме представлены манускрипты на темы мусульманского законоведения и философии, в том числе переписанные работы имама аль-Бухари, а также труды известных богословов и теоретиков суфизма, многочисленные жития, посвященные биографиям шейхов, сочинения на религиозную тематику. В числе авторов этих трудов Джами и Кашифи.
Часть пятая. Миниатюра и каллиграфия
В альбоме представлены уникальные образцы миниатюрной живописи и каллиграфии, украшающей различные по содержанию труды из коллекции Института. В частности, представлены различные школы каллиграфии территории древнего Востока, среди них школы Герата, Бухары, Самарканда, Хорезма, Ферганы, Ташкента. В числе манускриптов и книг, включенных в альбом и демонстрирующих искусство миниатюры и каллиграфии, «Хамса» Амира Дехлеви, «Зафарнаме» Шарафаддина Язди, «Редкость завершения» и «Сокровищница мыслей» Алишера Навои, «Касим-и-Инвар» ат-Табризи, «Диван» Ширази, публикации Корана и многие другие труды разных времен.В качестве основного текстового сопровождения использована статья Галины Пугаченковой, посвященная коллекции миниатюр Института востоковедения.